# Un amant naïf et sentimental
 (novembre 2023).
Si vous disposez d'ouvrages ou d'articles de référence ou si vous connaissez des sites web de qualité traitant du thème abordé ici, merci de compléter l'article en donnant les références utiles à sa vérifiabilité et en les liant à la section « Notes et références ».
Un amant naïf et sentimental (titre original : The Naive and Sentimental Lover) est un roman de John le Carré, publié en 1971, où l'auteur s'écarte du monde de l'espionnage et s'oriente vers la satire sociale.
La distinction opérée par l'auteur entre naïf et sentimental provient de Friedrich von Schiller, qui établit une différence entre les écrivains naïfs (spontanés) et sentimentaux (analytiques).

## Résumé
Tout semble avoir réussi à Aldo Cassidy, 39 ans, qui a fait fortune dans l'industrie du landau. Pourtant, ses certitudes de bourgeois parvenu s'écroulent lorsqu'il fait la connaissance, à l'occasion d'un voyage dans le Somerset, d'un couple de squatters qui le fascinent : Shamus, un écrivain à succès qui se fait passer pour mort, et sa femme Helen.